# Клоун Бозо

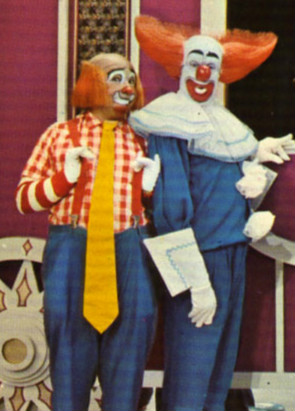
Клоуны Куки и Бозо (справа)

Клоун Бозо (англ. Clown Bozo) — популярный в США комический образ клоуна.

## История
Появление собственно имени "Бозо" относится к периоду между 1915 и 1920 годами (согласно "Random House Dictionary of the English Language"). Рождение нынешнего комического персонажа произошло на страницах детской литературы в 1946 году. Создателем и разработчиком этого образа являлся Алан Ливингстон, тогдашний президент корпорации Capitol Records. Большую роль в этом также сыграл Пинто Колвиг, первый исполнитель роли Бозо и первый актёр, озвучивавший диснеевского Гуфи.
С тем, чтобы придать образу Бозо большую известность, на исполнение его роли приглашались различные актёры, в том числе Уиллард Скотт и Ларри Хармон. Последний в 1956 году, после того, как "Capitol Records" сворачивает свою работу над детскими программами, покупает у корпорации права на использование образа Бозо. Клоун Бозо очень популярен в США и используется в многочисленных телепрограммах, у «Рональд Макдональд», в передачах известного комика Джерри Сайнфелда, а также как прототип клоуна Красти в мультипликационном сериале Симпсоны.
Образ Бозо многократно использовался также в кино-индустрии (например, американская кинокомедия 1931 года «Братья Маркс в море»).

## Галерея

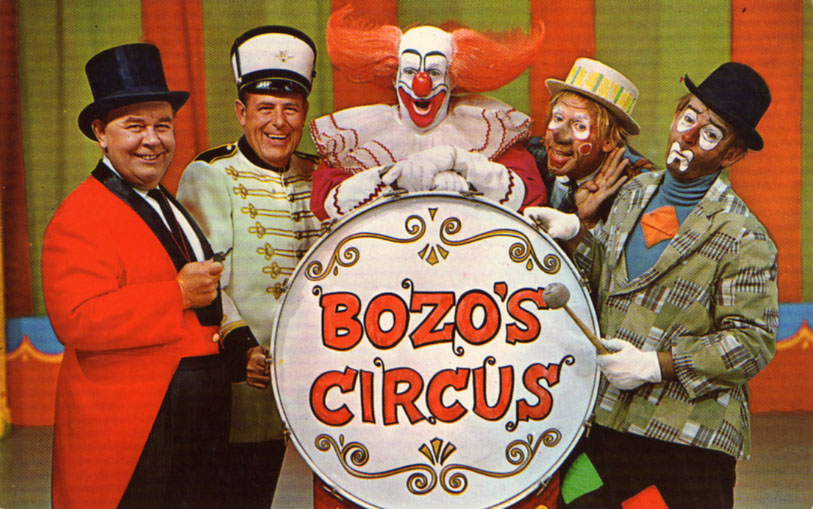
Цирк Bozo's Circus из Чикаго (1968)
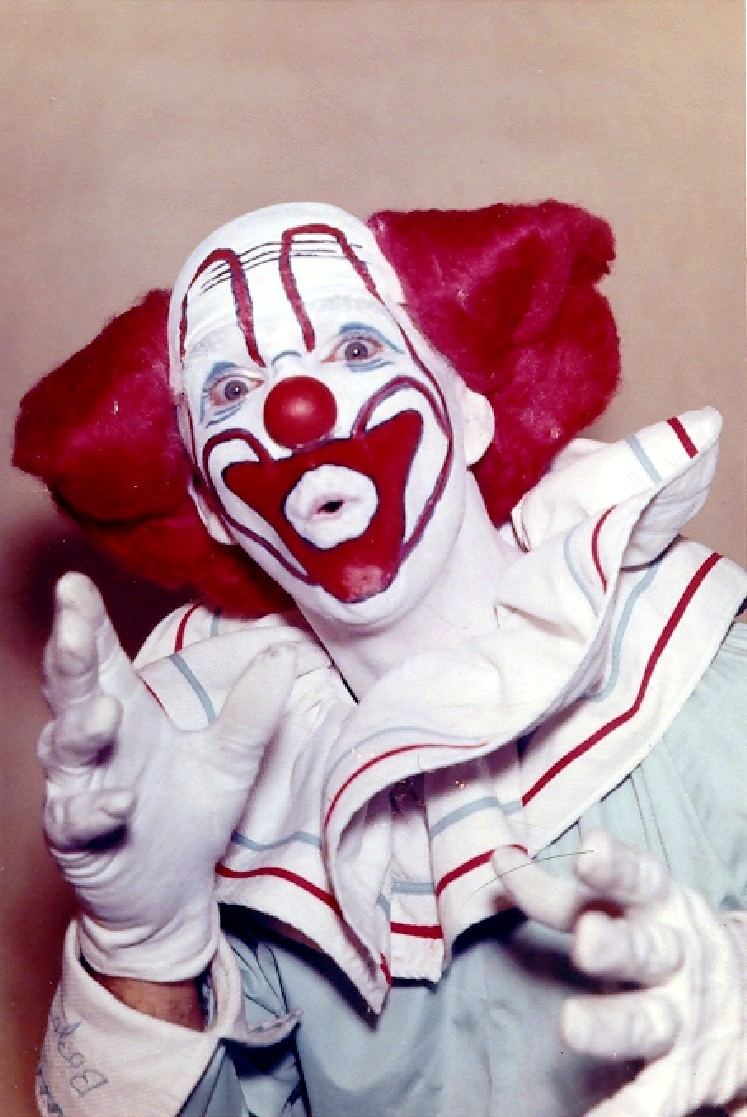
Клоун Бозо (1960)
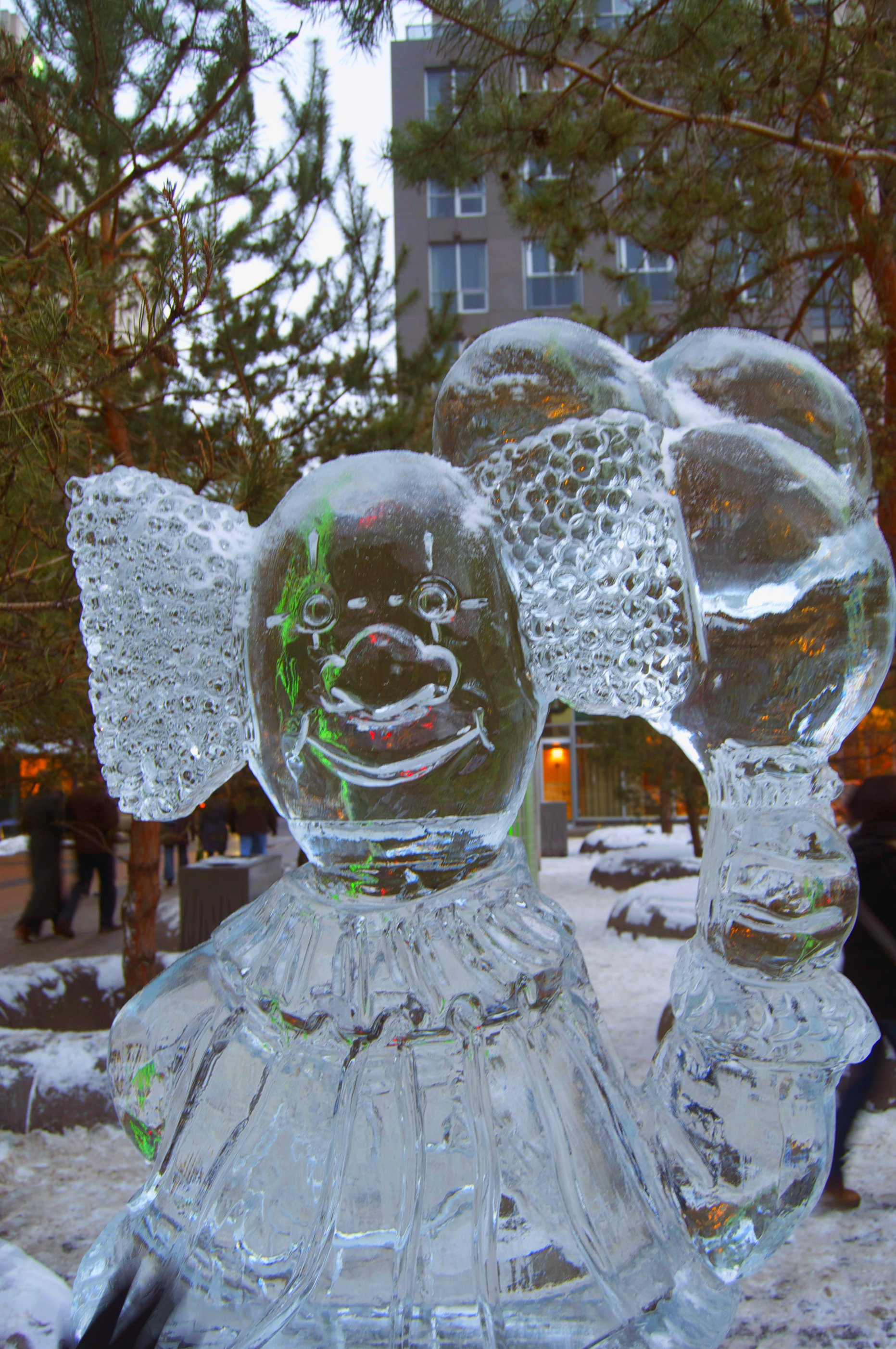
Бозо, скульптура из льда (2011)

## Дополнения
- Архивировано {{{2}}}. - История Бозо из Иллинойса